# Mieczysław Marciniak

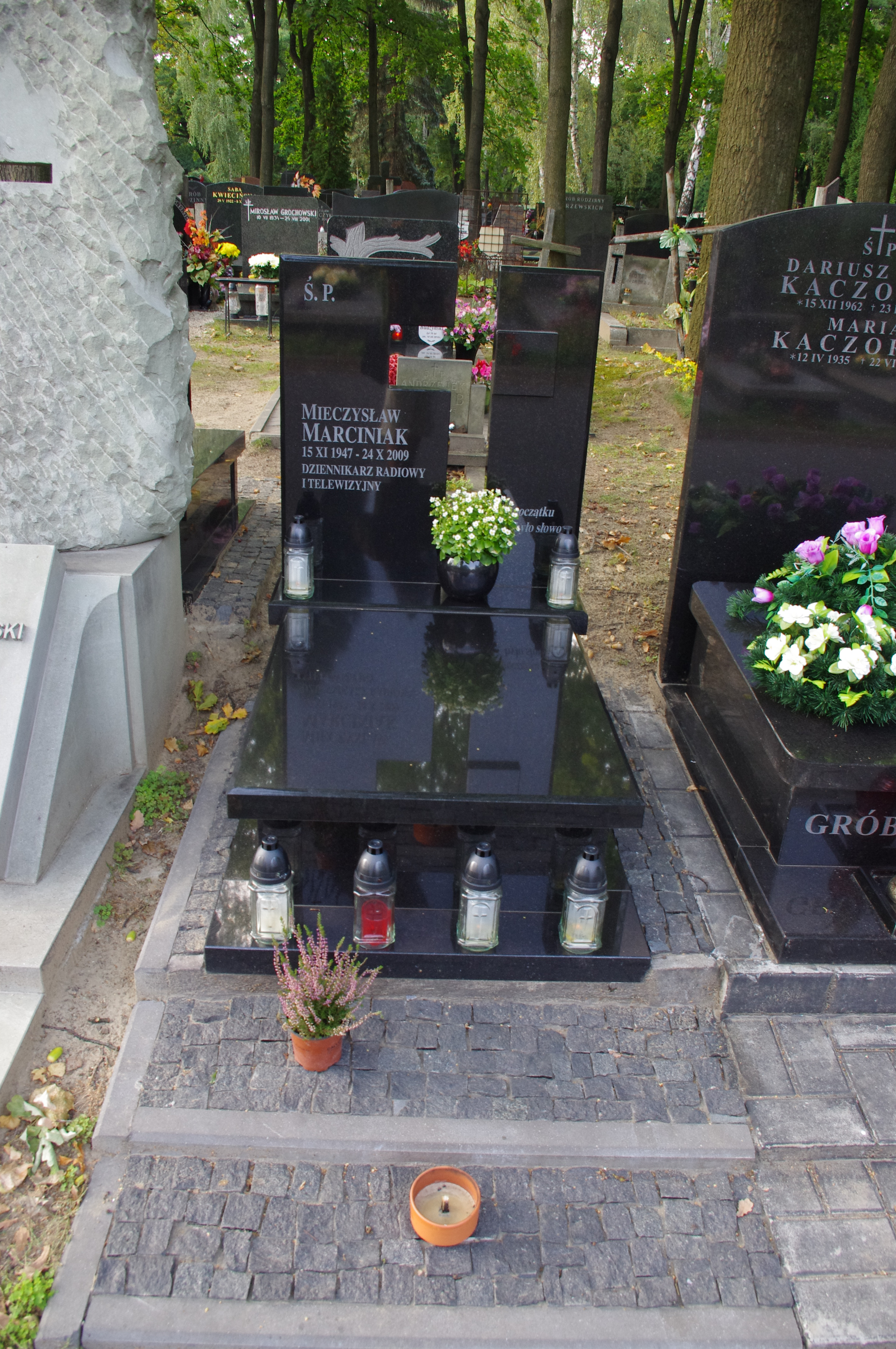
Grób dziennikarza Mieczysława Marciniaka na Cmentarzu Wojskowym na Powązkach

Mieczysław Marciniak (ur. 15 listopada 1947 w Wałczu, zm. 24 października 2009 w Warszawie) – polski dziennikarz radiowy i telewizyjny.
Absolwent Wydziału Finansów i Statystyki Szkoły Głównej Planowania i Statystyki, magister ekonomii. Ukończył studia podyplomowe na Uniwersytecie Warszawskim w Instytucie Dziennikarstwa.
W latach 1970–1972 redaktor prowadzący programu „Popołudnie z młodością” w Pierwszym Programie Polskiego Radia. Następnie w latach 1972–1980 redaktor prowadzącyTelewizyjny Kurier Warszawski w Telewizji Regionalnej Warszawa. Jednocześnie w latach 1972–1985 pracował jako dziennikarz w radiowej Jedynce. 
Współautor i współtwórca programów: „Sygnały dnia”, „Lato z Radiem”, „Cztery pory roku”. Prezenterem radiowym, komentator i sprawozdawca parlamentarny. W latach 1985–1990 pracował w Telewizji Polskiej. Od 1995, przez dwa kolejne lata, był producentem programów telewizyjnych, filmów reklamowych i organizatorem gali „Wiktory”. W roku 1997 został redaktorem odpowiedzialnym i realizatorem programu „Teleplotki” w TVN. Funkcję tę pełnił do roku 1999. Następnie w telewizyjnej dwójce w latach 1999–2001 prowadził popularnonaukowy magazyn „Proton”. W latach 2001–2002 był współtwórcą i redaktorem naczelnym dwutygodnika regionalnego Eko Region. W latach 2002–2003 pełnił funkcję zastępcy redaktora naczelnego w Telewizyjnym Magazynie Europejskim (TVP Regionalna). W latach 2003–2006 był sprawozdawcą parlamentarnym w Polskim Radiu Parlament.
Lektor filmów dokumentalnych, reportaży i programów telewizyjnych oraz Polskiej Kroniki Filmowej. Sprawozdawca pielgrzymek papieża Jana Pawła II do Polski.